# Аменемхет IV
Аменемхет IV — давньоєгипетський фараон з XII династії.

## Життєпис
Нетривалий період був співправителем свого батька Аменемхета III. Існує, окрім того, думка, що він не був рідним сином свого попередника. У той час він займався будівництвом храмів у Медінет-Мааді та у Фаюмі.
За його правління тривали експедиції до Синаю та Ваді-ель-Худі. Сам фараон залишив по собі вкрай мало пам'ятників. Йому приписують північну з двох пірамід у Мазгуні (52,5 × 52,5 м), але жодних написів, що підтверджують це, не виявлено. Нині від неї збереглась лише підземна частина.
Аменемхет IV помер, не залишивши спадкоємців чоловічої статі, тому йому спадкувала його зведена сестра Нефрусебек (Себекнефрура). Відповідно до Туринського апірусу, Аменемхет IV правив 9 років, 3 місяці та 27 днів.